# Néso (lune)
Pour les articles homonymes, voir Néso.
Néso est un satellite naturel de Neptune qui présente la particularité d'être le plus éloigné de sa planète à ce jour identifié.

## Historique

### Découverte
Néso fut découvert par l'équipe de Matthew J. Holman en utilisant le télescope de 4 m de l'observatoire interaméricain du Cerro Tololo au Chili, le 14 août 2002 ; la découverte fut annoncée le 4 mars 2003, en même temps que celle de Ferdinand, satellite d'Uranus.

### Dénomination
Néso porte le nom de Néso, personnage de la mythologie grecque ; Néso était l'une des cinquante Néréides selon Hésiode. Il reçut son nom officiel le 3 février 2007 ; avant cela, il portait la désignation provisoire S/2002 N 4.

## Caractéristiques physiques
Néso est un petit satellite. En supposant qu'il possède un albédo de 0,04,, sa magnitude visuelle de 24,6 conduit à un diamètre de 60 kilomètres.
Par calcul, la masse de Néso est estimée à environ 1,6 × 1017 kg.

## Orbite

Diagramme illustrant l'orbite des satellites irréguliers de Neptune.

Néso orbite autour de Neptune à la distance moyenne de 49 897 800 km en plus de vingt-six ans, avec une inclinaison de 128° sur l'écliptique et une excentricité de 0.455. Il est rétrograde.
Néso est le satellite de Neptune le plus externe, atteignant 72 601 299 km à son apoapside, soit 0,48 ua (par comparaison, l'aphélie de Mercure n'est que de 0,47 ua). De fait, il est le satellite naturel le plus éloigné de son corps primaire à ce jour connu dans le système solaire.
La zone d'influence gravitationnelle prépondérante de Neptune est définie par le rayon de sa sphère de Hill, qui atteint environ 116 000 000 km, soit 0,77 ua, le plus grand de tous les corps du Système solaire. Les satellites rétrogrades dont le demi-grand axe est inférieur à 67 % de ce rayon (soit 77 300 000 km) sont considérés stables[réf. nécessaire].
Du fait de similarités dans les éléments orbitaux de Psamathée, il a été suggéré qu'ils possèdent une origine commune après la fragmentation d'un satellite plus grand.